# Лоу, Чарльз, 2-й барон Олдингтон
Чарльз Гарольд Стюарт Лоу, 2-й барон Олдингтон (англ. Charles Harold Stuart Low, 2nd Baron Aldington, родился 22 июня 1948) — британский пэр, экономист и филантроп, сын Тоби Лоу, 1-го барона Олдингтона, принявший титул барона 7 декабря 2000; старший советник в лондонском филиале Deutsche Bank.

## Биография
Обучался в Винчестерском колледже, Новом колледже Оксфорда (изучал философию, политику и экономику) и бизнес-школе INSEAD. Начинал свою карьеру в банках Citibank и Grindays Bank в Нью-Йорке, Гонконге, Дюссельдорфе и Лондоне. Работу в Deutsche Bank начал в 1986 году, работал в Германии до перехода в лондонский филиал в 1988 году. В 2002—2009 годах занимал пост президента лондонского филиала Deutsche Bank и президента банка Morgan, Grenfell & Co..
Занимает следующие посты:
- председатель компании Stramongate Ltd
- заместитель председателя трастового фонда Королевской академии искусств
- деятель Института филантропии
- вице-президент трастового фонда Национальных церквей
- член Совета благотворителей Оксфордского университета
- член бизнес-совета при бизнес-школе Saïd Оксфордского университета
- руководитель фонда Дичли

Супруга — Регина фон Чонградь-Шопф, историк искусств, доктор наук. Трое детей: две дочери (Луиза Шарлотта Пэйшнс Лоу и Мария-Тереза Софи Араминта Лоу, обе родились в 1992 году) и сын Филипп Тоби Огастес Лоу (наследник барона, родился 1 сентября 1990).